# Monte do Carmo
Monte do Carmo is een gemeente in de Braziliaanse deelstaat Tocantins. De gemeente telt 6.723 inwoners (schatting 2009).